# Anhidridi
Anhidridi (od grč. riječi: bez vode, suh, prema grč. : voda) su kemijski spojevi koji se dobivaju kada se jednoj molekuli ili većemu broju molekula kiseline ili (rjeđe) baze oduzme jedna ili više molekula vode. Zbog toga su anhidridi poznati kao „anhidridi kiselina“.

## Fizikalna svojstva
Anhidridi imaju više temperature vrelišta od ugljikovodika, a niže od alkohola, s približno jednakim molekularnim težinama. Hlapljivi anhidridi, jednako kao i kiselinski halogenidi, nadražuju sluzokožu.

### Primjeri poznatih anhidrida
- Sumporni trioksid (SO3) je anhidrid sumporne kiseline(H2SO4).

### Primjeri poznatih anhidrida karboksilnih kiselina
Posebnu skupinu čine anhidridi karboksilnih kiselina, opće formule RCO x O x COR`.
- Acetanhidrid (CH3CO x O x COCH3 ili (CH3CO)2O) je anhidrid octene kiseline(CH3COOH).

## Priređivanje anhidrida kiselina
Za priređivanje anhidrida kiselina mogu se upotrijebiti dvije opće metode od kojih prva, tj. ona iz kiselinskog halogenida i soli, jasno definira strukturu anhidrida karbonskih kiselina.
Druga metoda ovisi o činjenici da postoji ravnoteža između karboksilnih kiselina i anhidrida kiselina.
Kako octena kiselina vri na nižoj temperaturi od bilo koje komponente u sistemu, ona se može uklanjati pažljivom destilacijom i tako reakciju voditi do kraja. Prva reakcija može se upotrijebiti za priređivanje anhidrida u kojima su grupe R iste ili različite. Iako je druga metoda pogodna samo za priređivanje anhidrida u kojima su obje grupe R jednake, ona ima prednost jer je acetanhidrid jeftiniji i lako pristupačan, a metoda daje izvrsne prinose.

## Nomenklatura
Spojevi ove vrste imenuju se tako da se ispred imena kiseline ili kiselina stavi riječ anhidrid.
Npr.: (CH3CO)2O anhidrid octene kiseline, (CH3CO)O(COCH2CH2CH3) anhidrid octenomaslačne kiseline.
Oni anhidridi kojima su obje grupe R jednake nazivaju se jednostavnim anhidridima, a oni s različitim grupama R mješovitim anhidridima. Prvi su mnogo važniji.
Po redoslijedu opadajućeg prioriteta pri odabiru i imenovanju glavne karakteristične skupine, anhidridi su šesti, a kiselinski halogenidi osmi po redu razredni spojevi .